# Орехово (Волгоградская область)
Оре́хово — село Даниловского района Волгоградской области, административный центр Ореховского сельского поселения. Расположено на правом берегу реки Медведицы в 37 км к северо-востоку от Даниловки.
Население — 602 (2010)

## История
Основан как владельческий посёлок, затем слобода Орехова. Слобода относилась к Усть-Медведицкому округу Земли Войска Донского (с 1870 — Область Войска Донского). В 1813 году освящена Николо-Сретенская церковь (годы строительства 1807—1815).
В 1859 году в слободе проживало 1170 душ мужского и 1186 женского пола, имелись кирпичный и винокуренный заводы, проводились регулярные ярмарки. После отмены крепостного права слобода стала центром Ореховской волости. Большая часть населения была неграмотной. Согласно переписи населения 1897 года в слободе проживало 1476 мужчин и 1606 женщин, из них грамотных: мужчин — 526, женщин — 149.
Согласно алфавитному списку населённых мест Области Войска Донского 1915 года в слободе имелось волостное правление, заседатель. почтово-телеграфное отделение, кредитное товарищество, церковь, часовня, двухклассное сельское училище, начальное сельское училище, паровая и водная мельница, земельный надел составлял 1831 десятину, проживало 2177 мужчин и 2192 женщины.
С 1928 года — в составе Даниловского района Камышинского округа (упразднён в 1930 году) Нижне-Волжского края (с 1934 года — Сталинградского края, с 1936 года — Сталинградской области, с 1961 года — Волгоградской области).
В 1963 году Ореховский сельсовет передан в состав Котовского района, в 1964 году передан в состав Руднянского района В 1966 году передан в состав Даниловского района.

## Общая физико-географическая характеристика
Село находится в степной местности, на правом берегу реки Медведицы, у подножия возвышенности Медведицкие яры (при устьях балок Ореховой и Тишанка). Высота центра населённого пункта — около 110 метров над уровнем моря. Почвы — чернозёмы южные. В пойме Медведицы — пойменный лес
Автодорогой с твёрдым покрытием связано с расположенной на противоположном берегу Медведицы станицей Островской (5,6 км). По автомобильным дорогам расстояние до районного центра рабочего посёлка Даниловка — 37 км, до областного центра города Волгоград — 260 км.
Климат
Климат умеренный континентальный (согласно классификации климатов Кёппена — Dfa). Многолетняя норма осадков — 422 мм. Наибольшее количество осадков выпадает в июне — 50 мм, наименьшее в марте — 22 мм. Среднегодовая температура положительная и составляет + 6,6 °С, средняя температура самого холодного месяца января −9,7 °С, самого жаркого месяца июля +22,3 °С.
Часовой пояс
Орехово, как и вся Волгоградская область, находится в часовой зоне МСК (московское время). Смещение применяемого времени относительно UTC составляет +3:00.

## Население
Динамика численности населения по годам:
| 1859 | 1873 | 1897 | 1915 | 1987 | 2002 | 2010 |
| ---- | ---- | ---- | ---- | ---- | ---- | ---- |
| 2356 | 444  | 3082 | 4369 | ≈690 | 642  | 602  |

## Достопримечательности
- Николо-Сретенская церковь

## Известные люди
Уроженец села Орехово Александр Павлович Кибальников — Народный художник СССР (1963), лауреат Сталинской премии (1949, 1951), автор памятников Н. Г. Чернышевскому в Саратове, В. В. Маяковскому в Москве, мемориального комплекса «Брестская крепость-герой» в Бресте.